# Baktak
Baktak, Bektasch, ou Irtrach (mort en 1104), est un prince seldjoukide de Damas du XIIe siècle.

## Biographie
Il est le dernier fils de Tutuş et, âgé d’un an à la mort de son père, échappe avec son frère Duqâq au massacre de ses autres frères par leur frère aîné Ridwan qui ne veut pas partager les possessions de son père. Duqâq se réfugie à Damas où il est reconnu émir, et s’empare du sud de la Syrie, ne laissant que le nord de la Syrie et Alep à Ridwan. Duqâq meurt le 8 juin 1104, et son fils nommé Tutuş comme son grand-père est proclamé émir par l’atabeg Tugh Tegin. Puis Tughtekin change d’idée et écarte l’enfant pour mettre à sa place Baktak, âgé de douze ans sur le trône, mais l’exile peu après à Rahéba. Soutenu par Aîtekîn, sahib de Bosrâ, Baktak se rend à la cour de Jérusalem où il demande l’aide du roi Baudouin Ier pour revenir sur le trône. Mais les troupes du califat fatimide se mettent à envahir le sud du royaume et Tughtékin attaque le même royaume à l’est, réduisant à néant les projets de restauration de Baktak à Damas.
Baktak est capturé, emprisonné puis assassiné dans sa prison en 1104[réf. nécessaire].

### Sources
- René Grousset, Histoire des croisades et du royaume franc de Jérusalem - I. 1095-1130 L'anarchie musulmane, Paris, Perrin, 1934 (réimpr. 2006), 883 p.
- Steven Runciman, Histoire des Croisades, 1951 [détail de l’édition] (publi. 2006), édition Tallandier,  (ISBN 2-84734-272-9)